# Stanisław Estreich
Stanisław Maria Estreich (ur. 27 listopada 1951 w Lublinie) – polski adwokat, sędzia Trybunału Stanu, dziekan Okręgowej Rady Adwokackiej w Lublinie, przewodniczący Komisja Integracji Środowiskowej, Kultury, Sportu i Turystyki Naczelnej Rady Adwokackiej.

## Życiorys
W 1973 ukończył studia na Wydziale Prawa Uniwersytetu Marii Curie-Skłodowskiej. W latach 1973–1976 odbył aplikację prokuratorską, a następnie aplikację adwokacką, po której ukończeniu w 1980 został wpisany na listę adwokatów Okręgowej Rady Adwokackiej w Lublinie. W latach 80 i na przełomie lat 90 dwukrotnie był sędzią Sądu Dyscyplinarnego Okręgowej Rady Adwokackiej w Lublinie. W 1998 został wicedziekanem, a w 2001 dziekanem lubelskiej ORA. Funkcję tę sprawował do 2007. W 2013 i 2016 ponownie wybierano go dziekanem Okręgowej Rady Adwokackiej w Lublinie.
Od 2008 jest przewodniczącym Komisja Integracji Środowiskowej, Kultury, Sportu i Turystyki Naczelnej Rady Adwokackiej.
W latach 1989–1992 oraz 2001–2005 był sędzią Trybunału Stanu. Współpracował z Samoobroną RP i w 2001 był kandydatem tej partii do TS.
Od 1992 prowadzi własną kancelarię adwokacką.
Odznaczony wyróżnieniem Adwokatura Zasłużonym.

## Życie prywatne
Jest żonaty, ma dwoje dzieci